# Vitalij Kaliničenko
Vitalij Olehovyč Kaliničenko (in ucraino Віталій Олегович Калініченко?; Vorokhta, 9 agosto 1993) è un saltatore con gli sci ed ex combinatista nordico ucraino.

## Biografia
Ha iniziato la sua carriera agonistica sia nella combinata nordica che nel salto con gli sci. Sino al 2014 ha gareggiato principalmente in combinata nordica, disciplina che poi ha abbandonato.
Ha partecipato a quattro mondiali juniores tra il 2010 e il 2013. Il suo miglior piazzamento personale è stato 17° in una competizione HN/5 km a Liberec 2013.
Ha debuttato in Coppa del Mondo il 2 febbraio 2013, nella tappa di Soči, dove si è classificato 43º. Il suo miglior piazzamento individuale è stato il 38º posto il 10 febbraio 2013 ad Almaty, in Kazakistan. Il suo migliore e unico piazzamento di squadra è stato il 20º posto nello sprint a squadre il 12 gennaio 2014, nella tappa di Chaux-Neuve (insieme a Balanda). Durante la sua carriera di combinata nordica, ha completato 5 gare di Coppa del Mondo individuali e 1 a squadre.
La sua ultima partenza nella combinata nordica è stata nella tappa della Continental Cup a Eisenerz, in Austria, quando è arrivato 50°. Il suo miglior risultato individuale in Continental Cup è stato il 22º posto il 13 gennaio 2013 a Chaykovsky, in Russia.
Dal 2014 è passato al gareggiare esclusivamente nel salto con gli sci. Ha preso parte alle XXVII Universiadi invernali invernali a Štrbské Pleso, in Slovacchia, dove si è classificato 35° nella competizione HS100.
Come saltatore con gli sci, ha partecipato a sei campionati mondiali di sci nordico. Il suo primo risultato di rilievo è arrivato durante i mondiali di Oberstdorf 2021, classificandosi 29º nel trampolino lungo.
Ha debuttato in Coppa del Mondo di salto con gli sci il 21 febbraio 2020, a Râșnov, dove si è classificato 48° nel trampolino normale.
Ha rappresentato l'Ucraina ai Giochi olimpici invernali di Pechino 2022, dove si è classificato 44º nel trampolino lungo; ai Mondiali di volo di Tauplitz 2024 si è classificato 44º nella gara individuale.